# Rumpler D.I
Rumpler D.I je bilo enosedežno lovsko letalo nemškega proizvajalca Rumpler za časa prve svetovne vojne. V proizvodnjo je D.I prišel prepozno, da bi se še lahko udeležil bojev saj je bilo prej konec vojne. 

## Zgodovina
Leta 1917 so se v vrhu nemškega letalskega inšpektorata (nemško: Idflieg) odločili, da bodo začeli prirejati takoimenovane demonstracijske prireditve na katerih se bodo proizvajalci letal med seboj spopadli za naročila, ki naj bi jih dobila le najboljša letala. Prvo naj bi potekal izbor za najboljše lovsko letalo. Idflieg je k sodelovanju povabil tudi tista podjetja, ki do tedaj niso imela izkušenj pri gradnji tovrstnih letal zato, da bi na izboru med seboj konkuriralo čim večje število strojev. Med drugimi je sodelovanje napovedal tudi Edmund Rumpler, ki je do tedaj delal predvsem na dvosedežnikih razreda C. Tako so pri Rumplerju začeli z delom na svojem prvem lovskem letalu. 

### Razvoj
Razvoj letala se je pričel pod tovarniško oznako 7D. Kasneje, po več prototipih so presedlali na oznako 8D. Izdelali so več različnih prototipov pri katerih so preizkušali različne podrobnosti v konstrukciji za dosego čim boljših rezultatov. Zaradi tega se je čas razvoja podaljšal in prvi, januarski izbor je bil že mimo preden je bilo letalo pripravljeno za demonstracije. Zato pa so se udeležili drugega izbora, le to je potekalo v času maja-junija 1918. Rumpler se je tega izbora udeležil z dvema letaloma imenovanima 8D1, ki sta bila opremljena z motorjem Mercedes D.IIIa. 
Letalo je dobilo pozitivne ocene in Rumpler je za začetek dobil naročilo za 50 teh strojev, ki so jih uradno poimenovali Rumpler D.I. 
Rumpler D.I je imel številne dobre lastnosti. Dosegal je hitrost 180 km/h in se dvignil do za tedaj izjemnih 8000 metrov. Predvsem njegove sposobnosti v višinah so bile tiste, ki so temu letalu dajale pozitivne ocene in mu prinesle prva naročila. 
Tretjega, oktobrskega izbora se je Rumpler udeležil z varianto D.I, ki je imela vgrajen motor BMW D.III. Torej motor, ki je obljubljal še boljše rezultate. Toda konec vojne je pomenil tudi konec razvoja za letalo, ki je sicer obetal veliko.  

### Uporaba
Nič ni znanega o tem, da bi D.I prišel v operativno uporabo. Preden so prvi prišli v enote je bilo prve svetovne vojne konec. Vsekakor je bilo to za nemške nasprotnike dobro saj je bilo to letalo zelo konkurenčno v primerjavi z njihovimi najbolšimi lovskimi stroji. 

### Variante
Pri Rumplerjo so izdelali vrsto prototipov ter izvedli obsežna testiranja različnih variant z namenom izdelati čim boljše letalo. Prototipske variante so bile sledeče: 
- 7D1 - prvotni prototip, ki je že imel za model kasneje značilne enojne krilne opornice v obliki črke I
- 7D2 - drugi prototip, kot 7D1 le, da je imel spremenjen vertikalni stabilizator
- 7D4 - nadaljnji razvoj na osnovi variante 7D2, namesto enojnih krilnih opornic so uporabili standardne dvojne
- 7D5 - malo znanega o tej varianti
- 7D7 - s to varianto so se vrnili k enojnim krilnim opornicam v obliki črke I
- 7D8 - podoben kot 7D7, nekaj manj napenjalnih žic
- 8D1 - končna prototipska varianta s katero so se udeležili demonstracijskega izbora v času maja-junija 1918. Opremljen z motorjem Mercedes D.IIIa

## Specifikacija: Rumpler D.I
Karakteristike:
- Posadka: eden, pilot
- Dolžina: 5.75 m
- Razpon kril: 8.42 m
- Višina: 2.56 m
- Prazna teža: 630 kg
- Največja teža: 846 kg
- Motor: 1 × Mercedes D.IIIa z močjo 180 KM (134 kW)

Zmogljivosti:
- Največja hitrost: 180 km/h
- Doseg: 360 km
- Vrhunec: nad 7.000 m

Oborožitev:
- 2 x trdno vgrajena strojnica Spandau spredaj v nosu